# Port lotniczy Siros
Port lotniczy Siros (IATA: JSY, ICAO: LGSO) – krajowy port lotniczy położony na wyspie Siros, w Grecji.

## Linie lotnicze i połączenia
| Linia Lotnicza    | Kierunek                                              |
| ----------------- | ----------------------------------------------------- |
| Cycladic Airlines | 1. Astipalea 2. Heraklion 3. Milos 4. Naksos 5. Paros |
| Sky Express       | 1. Ateny                                              |